# Jakob Hübens

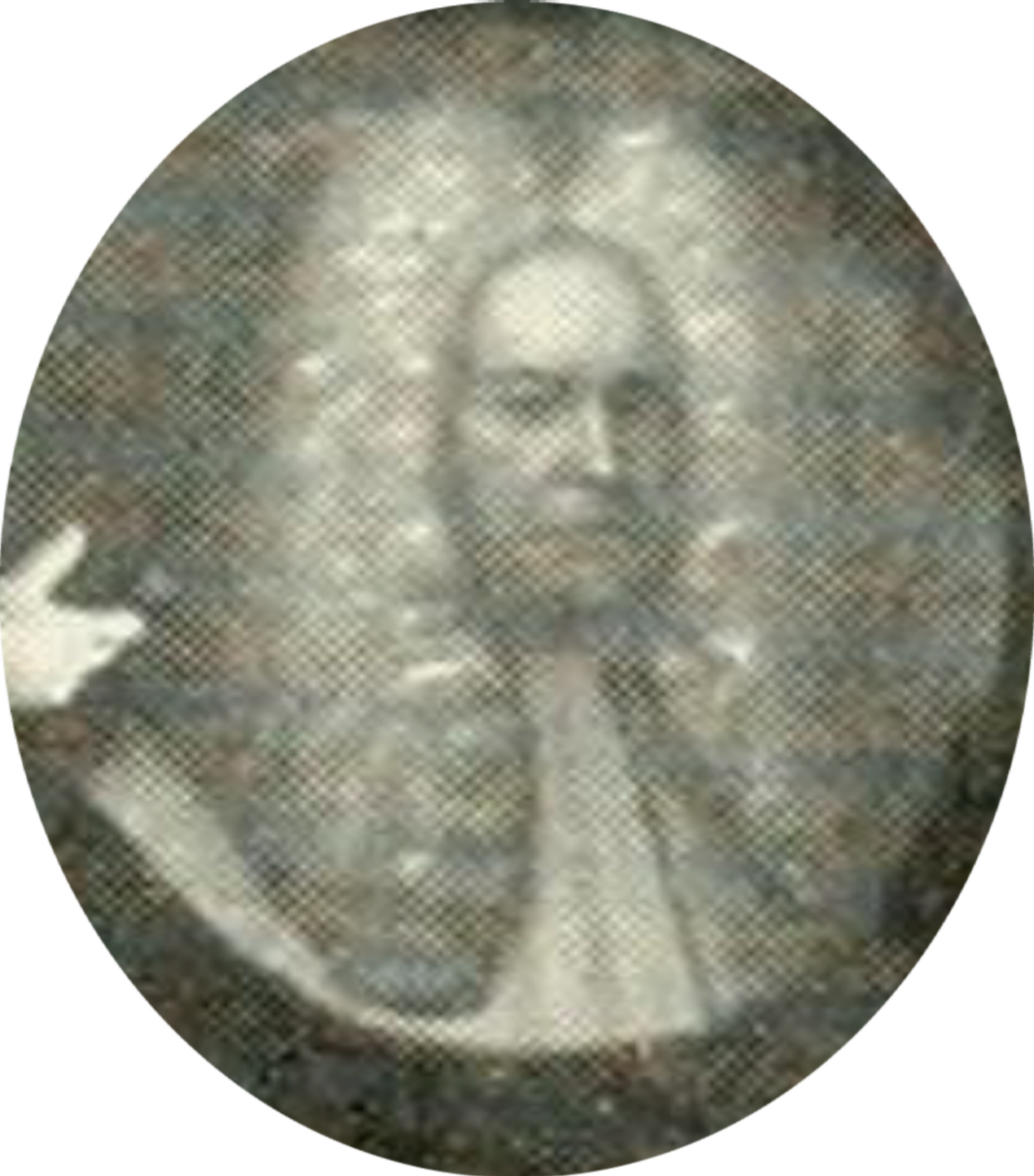
Jakob Hübens (Porträt aus dem zerstörten Epitaph)

Jakob Hübens (* 6. Mai 1654 in Lübeck; † 9. April 1731 ebenda) war ein deutscher Kaufmann, Ratsherr und Bürgermeister der Hansestadt Lübeck.
Die Lübecker Kaufmannsfamilie Hübens stammte ursprünglich aus den Niederlanden, von wo aus der Urgroßvater Hübens zugewandert war. Bereits im Alter von 25 Jahren übernahm er 1679 das Handelsgeschäft seines Vaters. 1715 wurde er in den Rat der Stadt gewählt und dort im Jahr seines Todes zu einem der vier Bürgermeister bestimmt.
Seit 1681 war er mit Elisabeth Nölting, Tochter des Ältermanns der Krämer-Kompagnie Johann Nölting, verheiratet.
Sein Epitaph in der Lübecker Marienkirche wurde beim Luftangriff auf Lübeck 1942 zerstört und ist nur noch in Fragmenten seiner Architektur erhalten.
Von Hübens ist das Manuskript einer Lübeckischen Chronik bis 1610 erhalten, die sich eng an Heinrich Rehbeins Chronik anlehnt.